# Дик Схоф
Хендрикус Вилхелмус Мария „Дик“ Схоф (на нидерландски: Hendrikus Wilhelmus Maria "Dick" Schoof) е нидерландски държавен служител и шеф на разузнаването, служещ като министър-председател на Нидерландия.

## Биография
Хендрикус Вилхелмус Мария Схоф е роден на 8 март 1957 г. в Сантпорт в римокатолическо семейство като шестото от седем деца.
Има една сестра. На осемгодишна възраст се премества със семейството си в Хенгело. От 1975 до 1982 г. той учи градско и регионално планиране в Неймегенския университет.
Схоф започва кариерата си като политически съветник по образование в Асоциацията на нидерландските общини и става държавен служител в Министерството на образованието и науката през 1988 г.
От 1996 г. Схоф заема различни ръководни длъжности в областта на сигурността. Той е заместник-генерален секретар в Министерството на сигурността и правосъдието, преди да бъде назначен за главен директор на Службата за имиграция и натурализация (IND) през 1999 г. В резултат на войната в Косово в Холандия пристигат сравнително голям брой търсещи убежище и ръководената от Схоф служба разглежда значителен брой молби. Схоф е отговорен за приемането на реформи в Закона за чужденците през 2001 г., които опростяват процедурата за предоставяне на убежище, и работи за депортиране на кандидати, които не отговарят на условията. През 2003 г. Схоф става генерален директор в Министерството на вътрешните работи, където отговаря за преструктурирането на полицейските сили от редица регионални организации в единен Национален полицейски корпус.
В периода 2010 – 2013 г. е генерален директор в Министерството на сигурността и правосъдието, след което е назначен за национален координатор по сигурността и борбата с тероризма. Той позволява на служителите си да следят потенциални терористи в социалните медии чрез фалшиви профили въпреки предупрежденията на адвокатите му. След свалянето на полет 17 на Малайзийските авиолинии той координира реакцията на холандската страна, укрепвайки отношенията си с тогавашния министър-председател Марк Рюте. Шоф ръководи нидерландската Служба за общо разузнаване и сигурност като генерален директор от 2018 до 2020 г. Според вестник „Де Фолкскрант“ относително краткият му мандат се характеризира с културен сблъсък. През 2019 г. той предупреждава министерството на образованието и общината на Амстердам, че поддръжници на салафитското движение са в борда на ислямско училище. Посланието му е възприето като начин за оказване на натиск и получава критики, че предизвиква поляризация в оществото.
През декември 2019 г. Схоф става генерален секретар на Министерството на правосъдието и сигурността, най-високата неполитическа позиция в министерството.
Схоф е пасивен член на нидерландската Партия на труда повече от 30 години, докато не я напуска в началото на 2021 г. Схоф характеризира победата на Партията на свободата на Герт Вилдерс на парламентарните избори през ноември 2023 г. като сигнал за недоверие към правителството.
На 16 май 2024 г. Партията на свободата представя дясно коалиционно споразумение с Народната партия за свобода и демокрация, Новия социален договор и движение „Фермер – Гражданин“. Като част от преговорите четиримата партийни лидери се съгласяват никой от тях да не бъде министър-председател. Партията на свободата първоначално предлага Роналд Пластерк за позицията, но той се оттегля поради обвинения в измама. Впоследствие Схоф е номиниран за поста министър-председател на 28 май 2024 г. от коалиционните партии под ръководството на Рихард ван Звол. Той полага клетва като министър председател пред крал Вилем-Александър на 2 юли 2024 г.

### Личен живот
Схоф живее в Зутермер с партньорката си. С бившата си съпруга, Йоланда Сенф, той има две дъщери, Ясмин и Селине, които са осиновени от Китай. Той обича да бяга, тъй като завършва първия си маратон през 1987 г. и 18-ия си маратон през 2024 г. Схоф е католик.